# My Little Pony: Hagyj nyomot magad után
A My Little Pony: Hagyj nyomot magad után (eredeti cím: My Little Pony: Make Your Mark) 2022 és 2023 között vetített amerikai–kanadai 3D-s számítógépes animációs vígjátéksorozat, amelyet Gillian Berrow alkotott, az Én kicsi pónim című rajzfilmsorozat ötödik generációja és a My Little Pony: Az új nemzedék film folytatása, ami öt póniról szól.
Az Egyesült Államokban és Magyarországon 2022. május 26-án mutatta be a Netflix.

## Cselekmény
Visszatér a zene és a varázslat, miközben a pónik új dolgokat tanulnak cukijegyeik erejéről. Ám egy ravasz gonosztevő galád tervvel settenkedik a háttérben!

## Szereplők
| Szereplő                              | Eredeti hang          | Magyar hang                                           |
| ------------------------------------- | --------------------- | ----------------------------------------------------- |
| Sunny Starscout                       | Jenna Warren          | Staub Viktória Békefi Viktória (énekhang)             |
| Hitch Trailblazer                     | J.J. Gerber           | Magyar Bálint                                         |
| Izzy Moonbow                          | Ana Sani              | Magyar Viktória (1. hang) Nádorfi Krisztina (2. hang) |
| Pipp Petals                           | AJ Bridel             | Faluvégi Fanni                                        |
| Zipp Storm                            | Maitreyi Ramakrishnan | Gáspár Kata                                           |
| Szikra Sparkeroni (Sparky Sparkeroni) | Rob Tinkler           | Pupos Tímea                                           |
| Harmat Brightdawn (Misty Brightdawn)  | Bahia Watson          | Csuha Bori (1. hang) Engel-Iván Lili (2. hang)        |
| Opál Arcana (Opaline Arcana)          | Athena Karkanis       | Sági Tímea                                            |
| Allura                                | Julie Lemieux         | Csere Ágnes                                           |
| Twitch                                | Rob Tinkler           | Pipó László                                           |
| Haven királynő                        | Amanda Martinez       | Kovács Nóra Veres Mónika (énekhang)                   |
| Posey Bloom                           | Kimberly-Ann Truong   | Majsai-Nyilas Tünde                                   |
| Dahlia                                | Sara Garcia           | Boldog Emese                                          |
| Windy                                 | Ana Sani              | Laudon Andrea, Farkas Zita                            |
| Jazz Hooves                           | Samantha Bielanski    | Gyenis Erika                                          |
| Rocky Riff                            | Jonathan Tan          | Szentirmai Zsolt, Czető Ádám                          |
| Sprout                                | Joshua Graham         | Kis Horváth Zoltán (1. hang) Szabó Máté (2. hang)     |
| Twilight Sparkle                      | Tara Strong           | Pekár Adrienn                                         |
| Figgy                                 | Elley-Ray Hennessy    | Menszátor Magdolna                                    |
| Alphabittle Blossomforth              | Andrew Jackson        | Varga Rókus                                           |
| Onyx                                  | AJ Bridel             | Mohácsi Nóra, Kokas Piroska                           |
| Menta (Minty)                         | Elena Juatco          | Füredi Nikolett                                       |
| Blue Belle                            | Stacey Kay            | Csuha Bori                                            |
| Snuzzle                               | Lexie Galante         | Bittner Anett                                         |
| Ruby Jubilee                          | Sofia Wylie           | Czető-Fritz Éva                                       |
| Seashell                              | Kaia Oz               | Kobela Kíra, Szűcs Anna Viola                         |
| Glory                                 | Athena Karkanis       | Hám-Kereki Anna, Hegedűs Johanna                      |
| Peach Fizz                            | Bahia Watson          | Károlyi Lilla Márta, Blazsó Regina                    |
| Toots                                 | Arturo Hernández      | Elek Ferenc, Kapácsy Miklós                           |
| Sky                                   | Jonathan Tan          | Czető Roland                                          |
| Zoom Zephyrwing                       | Athena Karkanis       | Rada Bálint                                           |
| Villám Flap (Thunder Flap)            | Jonathan Tan          | Markovics Tamás                                       |
| Sugar Moonlight                       |                       | Sallai Nóra                                           |
| Blaize                                | Louisa Zhu            | Vida Sára                                             |
| Tumble                                | Julius Cho            | Tárnok Csaba                                          |
| Láva (Lava)                           | Kris Siddiqi          | Geri Tamás                                            |
| Lilaköd (Violet Frost)                | Evany Rosen           | Hám-Kereki Anna                                       |
| Comet                                 | Corey Doran           | Hám Bertalan                                          |
| Spike                                 | Martin Roach          | Gubányi György István                                 |
| Luxxe                                 | Sarah Gadon           | Clemann-Sánta Zoé                                     |
| Leaf                                  | Anthony Sardinha      | Gáll Dávid                                            |
| Fountain                              | Leigh Cameron         | Molnár Ilona                                          |
| Jade                                  | Josette Jorge         | Vámos Mónika                                          |
| Dapple                                |                       | Sörös Miklós                                          |

## Magyar változat
A magyar változatot az SDI Media Hungary készítette.
- Magyar szöveg: Horváth Anikó
- Szinkronrendező: Egyed Mónika (1. különkiadás), Csere Ágnes (1x01-04), Somló Andrea (1x05-08), Pupos Tímea (1x05-08), Sánta Annamária (2. különkiadás-4. évad), Turoczi Izabella (4. különkiadás)

## Évados áttekintés
| Évad | Évad        | Epizódok    | Eredeti sugárzás     | Eredeti sugárzás     | Eredeti adó | Magyar sugárzás      | Magyar sugárzás      | Magyar adó |
| Évad | Évad        | Epizódok    | Évadpremier          | Évadfinálé           | Eredeti adó | Évadpremier          | Évadfinálé           | Magyar adó |
| ---- | ----------- | ----------- | -------------------- | -------------------- | ----------- | -------------------- | -------------------- | ---------- |
|      | Különkiadás | Különkiadás | 2022. május 26.      | 2022. május 26.      | Netflix     | 2022. május 26.      | 2022. május 26.      | Netflix    |
|      | 1           | 8           | 2022. szeptember 26. | 2022. szeptember 26. | Netflix     | 2022. szeptember 26. | 2022. szeptember 26. | Netflix    |
|      | Különkiadás | Különkiadás | 2022. november 21.   | 2022. november 21.   | Netflix     | 2022. november 21.   | 2022. november 21.   | Netflix    |
|      | Különkiadás | Különkiadás | 2023. június 6.      | 2023. június 6.      | Netflix     | 2023. június 6.      | 2023. június 6.      | Netflix    |
|      | 2           | 6           | 2023. június 6.      | 2023. június 6.      | Netflix     | 2023. június 6.      | 2023. június 6.      | Netflix    |
|      | 3           | 6           | 2023. szeptember 18. | 2023. szeptember 18. | Netflix     | 2023. szeptember 18. | 2023. szeptember 18. | Netflix    |
|      | 4           | 3           | 2023. november 23.   | 2023. november 23.   | Netflix     | 2023. november 23.   | 2023. november 23.   | Netflix    |
|      | Különkiadás |             | 2023. november 23.   | 2023. november 23.   | Netflix     | 2023. november 23.   | 2023. november 23.   | Netflix    |

## Epizódok

### Különkiadás: Hagyj nyomot magad után (Make Your Mark) (2022)
| Eredeti cím                    | Magyar cím                              | Rendezte | Írta           | Eredeti premier | Magyar premier  |
| ------------------------------ | --------------------------------------- | -------- | -------------- | --------------- | --------------- |
| My Little Pony: Make Your Mark | My Little Pony: Hagyj nyomot magad után | Will Lau | Gillian Berrow | 2022. május 26. | 2022. május 26. |

### 1. évad (2022)
| #  | #  | Eredeti cím                        | Magyar cím             | Rendezte | Írta                 | Eredeti premier      | Magyar premier       |
| -- | -- | ---------------------------------- | ---------------------- | -------- | -------------------- | -------------------- | -------------------- |
| 1. | 1. | Izzy Does It                       | Izzy Megcsinálja!      | Will Lau | Jim Martin           | 2022. szeptember 26. | 2022. szeptember 26. |
| 2. | 2. | Growing Pains                      | Növekedési Fájdalmak!  | Will Lau | Julia Prescott       | 2022. szeptember 26. | 2022. szeptember 26. |
| 3. | 3. | Portrait of a Princess             | A hercegnő képe!       | Will Lau | Janae Hall           | 2022. szeptember 26. | 2022. szeptember 26. |
| 4. | 4. | Ali-Conned                         | Állj, a kétarcú!       | Will Lau | Kelly Lynne D'Angelo | 2022. szeptember 26. | 2022. szeptember 26. |
| 5. | 5. | The Cutie Mark Mix-Up              | A nagy csere!          | Will Lau | Jim Martin           | 2022. szeptember 26. | 2022. szeptember 26. |
| 6. | 6. | The Traditional Unicorn Sleep-Over | Ottalvós buli!         | Will Lau | Julia Prescott       | 2022. szeptember 26. | 2022. szeptember 26. |
| 7. | 7. | Hoof Done It?                      | Pata csinálta?         | Will Lau | Janae Hall           | 2022. szeptember 26. | 2022. szeptember 26. |
| 8. | 8. | Have You Seen This Dragon?         | Láttad ezt a sárkányt? | Will Lau | Kelly Lynne D'Angelo | 2022. szeptember 26. | 2022. szeptember 26. |

### Különkiadás: Téli Kívánságnap! (Winter Wishday) (2022)
| Eredeti cím                    | Magyar cím                        | Rendezte | Írta         | Eredeti premier    | Magyar premier     |
| ------------------------------ | --------------------------------- | -------- | ------------ | ------------------ | ------------------ |
| My Little Pony: Winter Wishday | My Little Pony: Téli Kívánságnap! | Will Lau | Dave Horwitz | 2022. november 21. | 2022. november 21. |

### Különkiadás: Zablaerdei fesztivál (Bridlewoodstock) (2023)
| Eredeti cím                     | Magyar cím                           | Rendezte          | Írta                            | Eredeti premier | Magyar premier  |
| ------------------------------- | ------------------------------------ | ----------------- | ------------------------------- | --------------- | --------------- |
| My Little Pony: Bridlewoodstock | My Little Pony: Zablaerdei fesztivál | Gillian M. Berrow | Gillian M. Berrow & Tony Fleecs | 2023. június 6. | 2023. június 6. |

### 2. évad (2023)
| #   | #  | Eredeti cím           | Magyar cím                | Rendezte | Írta                    | Eredeti premier | Magyar premier  |
| --- | -- | --------------------- | ------------------------- | -------- | ----------------------- | --------------- | --------------- |
| 9.  | 1. | Top Remodel           | A nagy átalakítás         |          | Leore Berris            | 2023. június 6. | 2023. június 6. |
| 10. | 2. | The Jinxie Games      | Az erdei aprólény játékok |          | Tony Fleecs             | 2023. június 6. | 2023. június 6. |
| 11. | 3. | Sunny Side Up         | Sunnyval minden jobb      |          | Julia Mayfield Prescott | 2023. június 6. | 2023. június 6. |
| 12. | 4. | The Manesquerade Ball | A pata maszkabál          |          | Jim Martin              | 2023. június 6. | 2023. június 6. |
| 13. | 5. | A Little Horse        | Paci hapci                |          | Dave Horwitz            | 2023. június 6. | 2023. június 6. |
| 14. | 6. | Missing the Mark      | A hiányzó folt            |          | Leore Berris            | 2023. június 6. | 2023. június 6. |

### 3. évad (2023)
| #   | #  | Eredeti cím              | Magyar cím               | Rendezte | Írta                    | Eredeti premier      | Magyar premier       |
| --- | -- | ------------------------ | ------------------------ | -------- | ----------------------- | -------------------- | -------------------- |
| 15. | 1. | Cutie Blossom Bash       | A nagy buli              |          | Kelly Lynne D'Angelo    | 2023. szeptember 18. | 2023. szeptember 18. |
| 16. | 2. | Family Trees, Part 1     | Családfa 1. rész         |          | Laura Zak               | 2023. szeptember 18. | 2023. szeptember 18. |
| 17. | 3. | Family Trees, Part 2     | Családfa 2. rész         |          | Laura Zak               | 2023. szeptember 18. | 2023. szeptember 18. |
| 18. | 4. | Father of the Bridlewood | Zablaerdő apja           |          | Kelly Lynne D'Angelo    | 2023. szeptember 18. | 2023. szeptember 18. |
| 19. | 5. | Mane Smelody             | Illatos sörény           |          | Dave Horwitz            | 2023. szeptember 18. | 2023. szeptember 18. |
| 20. | 6. | Nightmare on Mane Street | Rémálom a Sörény utcában |          | Julia Mayfield Prescott | 2023. szeptember 18. | 2023. szeptember 18. |

### 4. évad (2023)
| #   | #  | Eredeti cím               | Magyar cím                    | Rendezte | Írta                            | Eredeti premier    | Magyar premier     |
| --- | -- | ------------------------- | ----------------------------- | -------- | ------------------------------- | ------------------ | ------------------ |
| 21. | 1. | The Isle of Scaly         | Pikkely-sziget                |          | Jim Martin                      | 2023. november 23. | 2023. november 23. |
| 22. | 2. | Roots of All Evil, Part 1 | Minden gonosz eredete 1. rész |          | Gillian M. Berrow & Tony Fleecs | 2023. november 23. | 2023. november 23. |
| 23. | 3. | Roots of All Evil, Part 2 | Minden gonosz eredete 2. rész |          | Gillian M. Berrow & Tony Fleecs | 2023. november 23. | 2023. november 23. |

### Különkiadás: A csillagfény titkai (Secrets of Starlight) (2023)
| Eredeti cím                          | Magyar cím                           | Rendezte                        | Írta         | Eredeti premier    | Magyar premier     |
| ------------------------------------ | ------------------------------------ | ------------------------------- | ------------ | ------------------ | ------------------ |
| My Little Pony: Secrets of Starlight | My Little Pony: A csillagfény titkai | Gillian M. Berrow & William Lau | Leore Berris | 2023. november 23. | 2023. november 23. |